# Cabela's Big Game Hunter (2007)
Cabela's Big Game Hunter is een videospel ontwikkeld door FUN labs en uitgegeven door Activision. Big Game Hunter is een jachtspel en is uitgeven voor op de Xbox 360, PlayStation 2 en Wii.
De speler is een jager die kan jagen op roofdieren en groot wild in de Beartooth Mountains van Montana, Brits-Columbia, Patagonië in Argentinië, Ethiopië en Zambia.
Net zoals in de andere jachtspellen van Cabela's hangt het succes van de jacht af van een hoop factoren. Zo moet de speler zorgen dat de dieren ontdekt worden door reuk, geluid of zicht. De beste manier is daarom om een dier te benaderen tegen de wind in, van achteren en kruipend.

## Jachtdieren
Er zijn in totaal 28 jachtdieren. Sommige dieren, vooral roofdieren, zullen aanvallen wanneer de speler te dichtbij komt. Andere dieren, zoals herten, rennen weg wanneer ze de speler horen, zien of ruiken.
- Lynx
- Muildierhert
- Wapiti
- Grizzlybeer
- Dalls schaap
- Eland
- Coyote
- Witstaarthert
- Karibou
- Dikhoornschaap
- Waterbuffel
- Koedoe
- Klipspringer
- Axishert
- Indische antilope
- Poema
- Dikdik
- Hartenbeest
- Nyala
- Luipaard
- Edelhert
- Damhert
- Gems
- Wild zwijn
- Waterbok
- Kafferbuffel
- Sabelantilope
- Leeuw